# Hans Kruppa
Hans Kruppa (* 15. Februar 1952 in Marl) ist ein deutscher Dichter und Schriftsteller.

## Leben
Hans Kruppa verbrachte seine Kindheit und Jugend in seinem Geburtsort. 1970 beendete er seine Schulausbildung mit dem Abitur.
Von 1970 bis 1975 studierte er Anglistik, Amerikanistik und Sport an der Albert-Ludwigs-Universität Freiburg und schloss sein Studium mit dem ersten Staatsexamen ab. Bereits während seines Studiums schrieb er Lyrik und Prosa und veröffentlichte 1976 seinen ersten Roman in einem Kleinverlag.
1977 absolvierte er ein Lehramtsreferendariat, das er 1979 mit dem zweiten Staatsexamen beendete. Danach unterrichtete er zwei Jahre an einem Gymnasium, bis er 1981 die Lehrertätigkeit aufgab, um sich ganz dem Schreiben zu widmen. Seitdem lebt er als freier Schriftsteller.
Bekannt wurde er in den 1980er Jahren mit seinen Liebesgedichten und Kunstmärchen.
Hans Kruppa hat seine Gedichte und Aphorismen, Romane und Erzählungen, Märchen und Kurzgeschichten in mehr als hundertdreißig Büchern mit einer Gesamtauflage von über zweieinhalb Millionen veröffentlicht. Übersetzungen mehrerer seiner Prosawerke sind in anderen Ländern (Südkorea, Spanien, Italien, Niederlande) erschienen.
Der im Weser-Kurier als „lyrischer Denker und reflektierter Lebensphilosoph“ bezeichnete Autor wohnt in Bremen.

## Auszeichnungen
- 2004: Otto Mainzer Preis
- 2016: Frankfurter Orthographie-Preis.[2]

## Werke (Auswahl)
- Gegengewicht. Gedichte. Edition "das fenster", 1976. ISBN 978-3922115045
- Zaubersprüche. Aphorismen. Param Verlag, 1983. ISBN 978-3887553067
- Nur für dich. Gedichte. Schneekluth Verlag, 1983. ISBN 978-3795108496
- Das Zauberbuch. Ein Märchen. Lucy Körner Verlag, 1987. ISBN 978-3922028154
- Kaito. Ein Märchen. Goldmann Verlag, 1988. ISBN 978-3442094226
- Die fliegenden Erdbeeren. Roman. Goldmann Verlag, 1988. ISBN 978-3442300457
- Die Legende von Tay Manka. Erzählung. Lucy Körner Verlag, 1993. ISBN 978-3922028222
- Delphine. Roman. Goldmann Verlag, 1996. ISBN 978-3442434459
- Der dritte Wunsch. Roman. Goldmann Verlag, 1997. ISBN 978-3442437511
- Der Wunschkristall. Ein poetisches Märchen. Verlag Herder, 1998. ISBN 978-3451266942
- Amanda und das Zauberbuch. Ein Märchen. Verlag Herder, 1999. ISBN 978-3451271625
- Nur du. Liebesgedichte. Verlag Herder, 2000. ISBN 978-3451272790
- Für immer du. Liebesgedichte. Verlag Herder, 2001. ISBN 978-3451275142
- Der Kuß des Schmetterlings. Roman. Knaur, 2004. ISBN 978-3426661352
- Das Goldene Buch der Liebe. Aphorismen, Minutentexte, Gedichte, Märchen & Erzählungen. Knaur, 2004. ISBN 978-3426661420
- Jede Liebe ist ein Wunder. Gedichte, Märchen & Gedanken. Coppenrath Verlag, 2008. ISBN 978-3815784969
- Küsse des Lebens Die schönsten LiebesWeisheiten, Herder Verlag, Freiburg im Breisgau 2008. ISBN 978-3-451-29745-8.
- Willst du fliegen, laß dich fallen. Kleine Weisheitsgeschichten. Coppenrath Verlag, 2009. ISBN 978-3815795583
- Schenk dem Tag ein Lächeln. Die schönsten Gedichte, Gedanken & Geschichten. Coppenrath Verlag, 2011. ISBN 978-3649601487
- Jeder Tag ist dein Tag. Weisheitsgeschichten vom Leben und Lieben. Coppenrath Verlag, 2011. ISBN 978-3649603702
- Goldene Weisheiten fürs Leben. Gedichte, Märchen & Gedanken. Coppenrath Verlag, 2013. ISBN 978-3649614425
- Valentina sucht das Glück. Roman. dtv, 2013. ISBN 978-3423214780
- Wünsche ans Leben. Gedichte, Märchen & Gedanken. Coppenrath Verlag, 2014. ISBN 978-3649615828
- Du bist die Antwort. Liebesgedichte. Verlag Herder, 2015. ISBN 978-3451329876
- Das Glück kennt kein Alter. Erzählungen, Gedichte und Gedanken. Coppenrath Verlag, 2016. ISBN 978-3649669616
- Ich wünsch dir Glück für jeden Tag. Gedichte und Gedanken. Coppenrath Verlag, 2016. ISBN 978-3649671480
- Die schönste Zeit ist jetzt. Erzählungen, Gedichte und Gedanken. Coppenrath Verlag, 2017. ISBN 978-3649624073
- Glück ist eine Form von Mut. Erzählungen, Gedichte und Gedanken. Coppenrath Verlag, 2017. ISBN 978-3649626084
- Freude schenkt dem Leben Flügel. Erzählungen, Gedichte und Gedanken. Coppenrath Verlag, 2017. ISBN 978-3649628019
- Das goldene Zauberbuch. Ein Weisheitsmärchen. Coppenrath Verlag, 2018. ISBN 978-3649629948
- Das Geschenk der Sterne. Roman. Neuausgabe. dtv, 2018. ISBN 978-3423217613
- Die Reise zum Glück. Erzählung. Coppenrath Verlag, 2019. 978-3649670162
- Ein bißchen Glück für jeden Tag. Gedichte, Märchen und Gedanken. Neuausgabe. Coppenrath Verlag, 2019. ISBN 978-3649632870
- Ein Glück, daß es dich gibt. Gedichte, Geschichten und Gedanken. Coppenrath Verlag, 2020. ISBN 978-3649634836
- Ein Lächeln für jeden Tag. Gedichte, Märchen und Gedanken. Coppenrath Verlag, 2021. ISBN 978-3649638070
- Leben im Einklang. Weisheitsgeschichten für die Seele. Coppenrath Verlag, 2021. ISBN 978-3649639633
- Wenn du es eilig hast, laß dir Zeit. Gedichte und Geschichten. Coppenrath Verlag, 2021. 978-3649640035
- Das Leben hat täglich Geburtstag. Gedichte, Märchen & Gedanken. Neuausgabe. Coppenrath Verlag, 2022. ISBN 978-3649641506
- Folge der Weisheit deines Herzens. Erzählungen. Coppenrath Verlag, 2022. ISBN 978-3649641537
- Das Leben geht heiter. Gedichte und Geschichten. Coppenrath Verlag, 2022. ISBN 978-3649641407
- Nichts fehlt mir in deiner Nähe. Liebesgedichte. Pattloch Verlag, 2022. ISBN 978-3629006554
- Laß deine Gefühle tanzen. Erzählungen. Coppenrath Verlag, 2023. ISBN 978-3649644620
- Im Zauber des Augenblicks. Gedichte. Coppenrath Verlag, 2023. ISBN 978-3649646136
- Wenn das Herz leuchtet. Geschichten für Sinnsucher. bene! Verlag, 2024. ISBN 978-3963402784
- Die Magie des Lächelns. Gedichte, Geschichten & Gedanken. Coppenrath Verlag, 2025. ISBN 978-3649649908

## Tonträger
- Nur Du. Liebesgedichte, Songs & Gitarrenstücke. CD. Vom Autor gelesen, gesungen und gespielt. Knaur 2004
- Kaito. Ein Märchenroman. 4 CDs. Gelesen von Markus Hoffmann. steinbach sprechende bücher 2005
- Der unsichtbare Berg & Die Stimme der Seele. Zwei Märchen. CD. Vom Autor gelesen und musikalisch umrahmt. Allegria / Hörbuch Hamburg 2005
- Der gefundene Schatz & Die ewige Blüte. Zwei Märchen. CD. Vom Autor gelesen und musikalisch umrahmt. Allegria / Hörbuch Hamburg 2005
- Für immer Du. Eine Gedichtauswahl mit Musik. CD. Gelesen von Nadja Schulz-Berlinghoff und Markus Hoffmann. Mit Songs des Autors. steinbach sprechende bücher 2006
- Das Geschenk der Sterne. Roman. 4 CDs. Gelesen von Edgar M. Böhlke. steinbach sprechende bücher 2011
- Aus heiterem Himmel. Gedichte und Musik. CD. Vom Autor gelesen und mit Gitarrenstücken umrahmt. Verlag Herder 2016

## Hörspiele
- 1987: Programmänderung; Regie: Hans Helge Ott (RB)